# Horto Florestal (Belo Horizonte)
O Horto Florestal é um bairro da região Leste de Belo Horizonte.
É conhecido pelos habitantes da região pelo seu antigo nome, Instituto Agronômico. Porém, recentemente, teve sua denominação designada oficialmente pela Prefeitura de Belo Horizonte, passando a se chamar Horto Florestal.
Não deve ser confundido com o Bairro Horto, bairro onde está localizado a Arena Independência, estádio pertencente ao América Futebol Clube. Apesar dos dois bairros serem vizinhos e seu habitantes guardarem uma história em comum, os dois bairros não são o mesmo.

## Dados sócio-econômicos
Possui uma área de 4,58 km² e abriga uma população de aproximadamente 4360 habitantes (dados do censo de 2000). Em torno de 90,95% da população vive em casas, 10,71% vive em apartamentos, sendo que 96,7% da população é alfabetizada.
[carece de fontes?]

## História
O bairro teve como origem a instalação da colônia agrícola Américo Werneck no ano de 1899, com o objetivo de, em conjunto com outras colônias, abastecer a nova capital de Minas Gerais de gêneros alimentícios. Na região da antiga colônia, atualmente se localizam, além do Horto Florestal, os bairros Horto, Sagrada Família, Santa Tereza e Floresta.
No início do século XX, parte da região, onde se localizava a antiga Fazenda Boa Vista, foi desapropriada pela comissão construtora de Belo Horizonte, passando a pertencer ao Governo do Estado, com o nome de Horto Florestal. Com o objetivo de impulsionar as atividades agroindustriais, o Governo do Estado transformou o Horto Florestal, no ano de 1912, em uma estação experimental de agricultura. Nesse local, que em 1953 passou a ser chamado de Instituto Agronômico, encontra-se atualmente o Museu de História Natural e Jardim Botânico da UFMG.
O desenvolvimento demográfico do bairro está ligado à inauguração da estação de trem Horto Florestal, em 1925, e a criação dos galpões de manutenção da Estrada de Ferro Central do Brasil (EFCB), que provavelmente levaram às primeiras ocupações do terreno da EFCB pelos funcionários, dando origem à então Vila Edgard Werneck. Grande parte desses funcionários já trabalhavam na EFCB em cidades do interior, como Corinto, Sete Lagoas, Diamantina e Curvelo. Após a mudança para a capital, estabeleceram-se nos terrenos no entorno dos galpões de manutenção, sem critérios pré-estabelecidos para ocupação do solo, cercando seus lotes de forma desordenada. Isso explica a inexistência de um padrão de loteamento, sendo praticamente todo o arruamento do bairro irregular.
A região permaneceu sem infraestrutura adequada até 1976, ano da aprovação da Lei de Uso e Ocupação do Solo  pela Prefeitura de Belo Horizonte (PBH). Nesse ano, foi aprovado um convênio entre a Rede Ferroviária Federal S/A, e a PBH, visando a reurbanização da então vila.
No início da década de 80 foi aprovado o decreto Nº 4231, com o objetivo de solucionar, os problemas relativos à urbanização e ocupação da habitação dos moradores da Vila "Edgard Werneck”. No decorrer dessa década, a região recebeu os serviços de água e esgoto, seguido pela pavimentação e alteração dos nomes das ruas e becos.

## Museu de História Natural e Jardim Botânico da UFMG
A história do Museu de História Natural e Jardim Botânico da Universidade Federal de Minas Gerais (MHNJB/UFMG) se confunde com a história da origem do bairro Horto Florestal.
Como já citado anteriormente, o MHNJB/UFMG teve sua origem no início do século XX, com desapropriação da Fazenda Boa Vista e criação do Horto Florestal, que no ano de 1912 foi transformado em uma estação experimental de agricultura. Essa estação, pouco tempo após sua criação, distribuía mudas de plantas para agricultores de Minas Gerais e sediava cursos sobre a "Campanha do Reflorestamento".
No ano de 1953, no local foi criado o Instituto Agronômico, com o objetivo de ampliar os trabalhos de pesquisas agronômicas na estação. Foi construído um prédio para abrigar laboratórios de Citologia, Fisiologia, Plantas Ornamentais, Silvicultura e Botânica e algumas casas, que serviam de residência para os técnicos do Instituto e suas famílias. No decorrer das décadas de 1950 e 1960, o Instituto Agronômico alcançou reconhecimento internacional, mas tornou-se oneroso para o Governo do Estado e teve suas atividades interrompidas no final da década de 1960. Sua área foi repartida e no local encontram-se, atualmente, o MHNJB/UFMG, o SENAI Horto, duas escolas públicas, um centro socioeducativo e o Plug Minas
Atualmente, o espaço guarda centenas de espécies da flora nacional e passa por uma remodelação geral. O Museu de História Natural e Jardim Botânico da UFMG abriga também relíquias arqueológicas, paleontológicas, uma coleção de geologia e o Presépio do Pipiripau. Há árvores por todos os lados: pau-brasil (Caesalpinia echinata), pau-ferro (Caesalpinia férrea), jasmin-branca (Plumeria rubra), ipê-roxo (Tabebuia impetiginosa), mulungu (Erithrina verna) e uma centena de outras. Micos e pássaros dão o ar da graça, sem compromisso, como se espreitassem os visitantes.

## Transporte

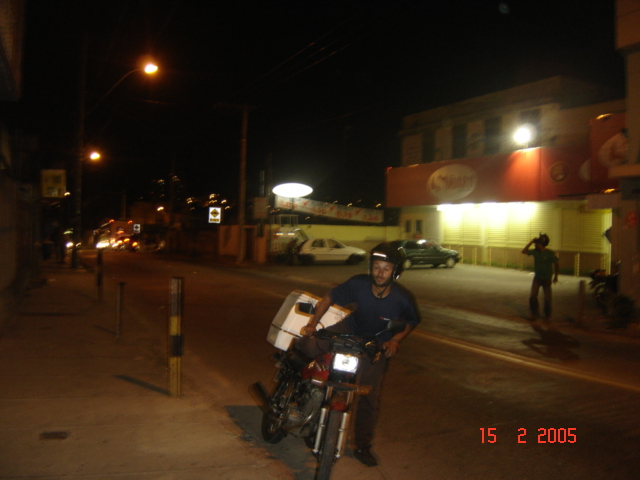
Vista noturna do bairro

Assim como no Horto, o Horto Florestal é cortado em sua extensão por uma das principais vias de acesso à Região Leste: a Rua Gustavo da Silveira.
Linhas de ônibus que acessam o bairro:
Ônibus que tem o bairro como origem/destino
- 9405

Ônibus municipais que passam pelo bairro
- 4802A
- 8001A
- 9205
- 9402
- 9414
- 9105

Ônibus metropolitanos que passam pelo bairro
- 4600
- 4665
- 7950

Além dessas linhas de ônibus, o bairro é servido também pelo metrô, pois está localizado entre as Estações Horto e Santa Inês.

## Educação/ Lazer
Escolas: Escola Estadual Prof. Amélia de Castro Monteiro, Escola Estadual do Instituto Agronômico, Escola Estadual Presidente Dutra, Escola Estadual Técnico Industrial Prof. Fontes, Escola Municipal Professor Domiciano Vieira.
Outras instituições de educação: SENAI Horto, Plug Minas.
Lazer: Museu de História Natural e Jardim Botânico da Universidade Federal de Minas Gerais.
No futebol, o time que representa o bairro é a Associação Esportiva Tupinambás, cujo campo se localiza na Rua Santo Agostinho.

## Principais vias de acesso
- Vias de acesso ao bairro: Avenida dos Andradas, Avenida José Cândido da Silveira, Rua Conselheiro Rocha, Avenida Silviano Brandão, Avenida Cristiano Machado.
- Vias internas: Rua Gustavo da Silveira, Rua Arthur Alvim, Rua Conceição do Pará.